# HMS Monarch (1868)
HMS Monarch – wczesny pancernik wieżowy należący do Royal Navy, w służbie od 1869 do końca XIX wieku. Był to pierwszy pełnomorski okręt uzbrojony w działa umieszczone w wieżach, a także pierwszy brytyjski okręt uzbrojony w działa kalibru 305 mm.

## Projekt
Okręt został zaprojektowany przez Głównego Konstruktora marynarki brytyjskiej sir Edwarda Reeda w okresie, gdy koncepcja jednostek będących podstawą flot – dawnych okrętów liniowych, zmieniała się jednocześnie w wielu aspektach. Żagle ustępowały maszynom parowym, drewniane kadłuby były zastępowane przez żelazne, gładkolufowa artyleria wystrzeliwująca kuliste pociski była zastępowana przez gwintowane działa strzelające wydłużonymi pociskami, montowano grubsze i cięższe pancerze. Pojawiały się wreszcie głosy w kręgach morskich, by odejść od uzbrojenia umieszczonego na burtach na korzyść rozwiązania, w których działa umieszczone byłyby w wieżach. Dawało to przewagę nad poprzednio budowanymi pancernikami kazamatowymi, w postaci możliwości użycia całej artylerii w kierunku jednej z burt oraz uzyskania szerszego pola ostrzału. Na skutek takich zmian każdy okręt był kompromisem pomiędzy starą technologią i przyzwyczajeniami a nowościami – w tym także projekt "Monarch".
Po przyjęciu założenia, że główna artyleria okrętu powinna być umieszczona w wieżach, Admiralicja stwierdziła, że skoro okręt jest przeznaczony do służby zamorskiej, a silniki parowe nie oferują pełnej niezawodności, jednostka musi być wyposażona w pełne ożaglowanie i dziobówkę dla polepszenia dzielności morskiej, więc dla montowania wież pozostaje śródokręcie. Reed sprzeciwiał się temu pomysłowi, ponieważ ograniczał pole ostrzału wież działowych do niewielkiego kąta w kierunku prostopadłym do burt; został jednak przegłosowany. W 1869 napisał "żaden dobrze zaprojektowany okręt z wieżami artyleryjskimi nie został jeszcze zbudowany ani nawet nie położono jego stępki (...) środek górnego pokładu okrętu wyposażonego w pełne ożaglowanie nie jest odpowiednim miejscem dla dużych dział". Bezpośrednim konkurentem "Monarcha" był drugi brytyjski pancernik wieżowy tego okresu, HMS „Captain”, projektu Colesa, o niższych burtach, lecz jego projekt okazał się wadliwy. Dopiero w 1868 Reed przekonał Komitet Projektów (ang. Committee on Designs) do budowy okrętu wyposażonego w wieże na dziobie i rufie, bez dziobówki i rufówki oraz ożaglowania, by działa mogły strzelać w kierunku rufy, dziobu i na burty (pancerniki typu Devastation).
Okręt miał trzymasztowe ożaglowanie typu fregata, od 1872 zamienione na typu bark.

## Uzbrojenie i opancerzenie
Cztery 12-calowe (305 mm) gwintowane działa odprzodowe, będące głównym uzbrojeniem okrętu, były umieszczone parami w dwóch wieżach znajdujących się na górnym pokładzie na śródokręciu, w osi podłużnej jednostki, przed i za kominem. Każde z dział, ważących po 25 ton, mogło wystrzeliwać pociski ważące 270 kg z prędkością wylotową 421 m/s. Poprzez umieszczenie na górnym pokładzie, ponad 5 m ponad powierzchnią wody, znajdowały się ponad 2 metry wyżej niż jakakolwiek bateria dział we flocie. Było to znaczącą zaletą zwiększającą zasięg oraz polepszającą warunki obsługi dział w złej pogodzie. W przeciwieństwie do poprzednich wież znajdujących się na okrętach obrony wybrzeża, obrót odbywał się za pomocą pary.
Dobrze wyszkolona załoga mogła wystrzelić pocisk co dwie minuty.
By skompensować brak możliwości strzału bezpośrednio przed dziób i za rufę, dwa mniejsze działa kal. 178 mm zostały umieszczone na dziobie, a jedno na rufie (za tarczami grubości 127 mm). W 1878 dodano dwie wyrzutnie torpedowe.
Wieże miały opancerzenie 254 mm z przodu i 203 mm po bokach i z tyłu. Ich podstawy obejmowała cytadela pancerna w formie pudełka, o pancerzu grubości 178 mm na burtach i 102–114 mm z przodu i tyłu, rozciągająca się między głównym a górnym pokładem. W dół, poniżej głównego pokładu rozciągał się burtowy pas pancerny, sięgający 1,5 m poniżej linii wodnej. Jego grubość wynosiła 178 mm pod cytadelą, a  152 mm poza nią, z tym, że na samym dziobie i rufie 114 mm. Oprócz tego, pancerzem 203 mm chroniona była wieża dowodzenia przed kominem.

## Modernizacja
W 1890 HMS "Monarch" został zmodernizowany. Otrzymał nowe maszyny parowe potrójnego rozprężania i nowe cylindryczne kotły. Moc wzrosła do 8216 indykowanych KM i mógł wtedy osiągnąć szybkość maksymalną 15,75 węzła – prawie o węzeł lepiej, w porównaniu z pierwszymi próbami. Nie podjęto jednak prób unowocześnienia uzbrojenia głównego, choć działa odprzodowe, w jakie był uzbrojony, były całkowicie przestarzałe, a wymiana ich na działa odtylcowe nie była znacząco trudna. W tym czasie otrzymał cztery działa 12-funtowe (76 mm) i dziesięć szybkostrzelnych dział 3-funtowych (47 mm) do obrony przed torpedowcami.

## Służba
Okręt został wcielony do służby we Channel Fleet (Flocie kanału La Manche) w Chatham i służył w niej do 1872. W tym okresie przepłynął przez Atlantyk w towarzystwie slupa USS „Plymouth”, przewożąc do USA szczątki George'a Peabody, amerykańskiego handlarza, finansisty i filantropa. W drodze powrotnej pokonał w ciągu jednego dnia 242 mile morskie, co było wynikiem o jedną milę gorszym od rekordowego – ustalonego przez HMS „Ocean”. Po okresie wycofania ze służby na czas remontu, do Floty Kanału dołączył ponownie w 1874. W 1876 został przeniesiony na Morze Śródziemne, gdzie służył do 1885, z krótkim okresem remontu na Wyspach Brytyjskich w 1877. Brał udział w zbombardowaniu Aleksandrii w 1882, wystrzeliwując 125 pocisków kal. 305 mm na egipskie forty. W 1885 otrzymał rozkaz udania się na Maltę, ale został uszkodzony w drodze i jego losy były nieznane przez kilka dni. W końcu został odnaleziony, zaholowany na Maltę, naprawiony i wysłany do domu pod eskortą. Po remoncie służył ponownie na kanale La Manche pomiędzy 1885 a 1890. W latach 1890–1897 przeszedł długotrwałą modernizację, po której pełnił rolę jednostki strażniczej w Simon's Bay do 1902. Następnie jego rola została zredukowana do pełnienia funkcji hulka magazynowego pod nazwą HMS "Simoom", od 1904. Sprowadzony do macierzystego portu w 1904, został sprzedany w 1905.